# Stjärn-serien
Stjärn-serien, är en serie kärleksromaner i extratjockt pocketformat utgiven av Boknöje AB.
|     | Titel                     | År   | Författare             |  |
| 1   | Flamman och blomman       | 1982 | Kathleen E Woodiwiss   |  |
| 2   | Kärlekens slav            |      | Jennifer Wilde         |  |
| 3   | Shanna                    | 1982 | Kathleen E Woodiwiss   |  |
| 4   | Lady Sabrina              | 1982 | Laurie McBain          |  |
| 5   | Chinaberry-Plantagen      | 1982 | William Lavender       |  |
| 6   | Född till att älska       |      | Diana Haviland         |  |
| 7   | Liliane                   |      | Annabel Erwin          |  |
| 8   | Starkare än döden         | 1983 | Michell Caine          |  |
| 9   | Det förtrollade landet    |      | Jude Deveraux          |  |
| 10  | Dig ska jag ha            | 1983 | Rosemary A Sisson      |  |
| 11  | Vilt blod                 |      | Kathryn G Thiels       |  |
| 12  | Ormen i paradiset         | 1983 | Lydia Lancaster        |  |
| 13  | Lejonet och Jungfrun      |      | Lynn M Bartlett        |  |
| 14  | Kejsarens älskarinna      |      | Angela Grey            |  |
| 15  | Ut ur mörkret             | 1983 | Eileen Lottman         |  |
| 16  | Lord synd                 | 1983 | Constance Gluyas       |  |
| 17  | Lady Vildkatt             | 1984 | Busbee Shirlee         |  |
| 18  | En mans kvinna            | 1984 | Oleda Baker            |  |
| 19  | Frigjord kvinna           | 1984 | Valerie Sherwood       |  |
| 20  | Förbjuden kärlek          |      | Kate Douglas           |  |
| 21  | Drömmen om paradiset      |      | Jude Deveraux          |  |
| 22  | Den grymman kärleken      | 1984 | Rebecca Brandewyne     |  |
| 23  | Kärlekens hämnd           |      | Betty Layman Receveur  |  |
| 24  | Kärlekens seger           | 1984 | Constance Gluyas       |  |
| 25  | Ung oskuld                |      | Rebecca Brandewyne     |  |
| 26  | Djävulens hustru          | 1985 | Lydia Lancaster        |  |
| 27  | Resan till lyckan         | 1985 | Lilian Africano        |  |
| 28  | Kärlekens hämnd           |      | Betty Layman Recever   |  |
| 29  | Varje dag är en gåva      | 1985 | Ester Sager            |  |
| 31  | Älskad av tre män         | 1985 | Diane Hunter           |  |
| 32  | Lidelsens låga            | 1985 | Shirley Busbee         |  |
| 33  | Månskensdansarna          | 1985 | W J Weatherby          |  |
| 34  | Kärlekens eld             | 1985 | LaVyrle Spencer        |  |
| 35  | Lejon-kvinnan             | 1985 | Anne Carsley           |  |
| 36  | Två kvinnors man          | 1985 | Jill Downie            |  |
| 37  | Skogens dotter            | 1986 | Patricia White         |  |
| 38  | Havets drottning          | 1986 | Laurie McBain          |  |
| 39  | Älska mig Miranda         | 1986 | Jennifer Wilde         |  |
| 40  | Vildblomster              | 1986 | Laura London           |  |
| 41  | Ett nytt liv              | 1986 | Brooks Janice Young    |  |
| 42  | Hjärtats kurir            |      | Rosanne Kohake         |  |
| 43  | Älskad av en främling     | 1986 | Kathleen E Woodiwiss   |  |
| 44  | Längtande hjärtan         | 1986 | Thelma Olshaker        |  |
| 45  | Whitney, min älskade      | 1986 | Judith McNaught        |  |
| 46  | Piratdrottningen          | 1986 | Beatrice Small         |  |
| 47  | Vit slavinna              | 1986 | Beatrice Small         |  |
| 48  | Syndernas stad            | 1986 | Natasha Peters         |  |
| 49  | Hämnarens land            | 1986 | Natasha Peters         |  |
| 50  | Kärlekssången             | 1987 | Therese Martini        |  |
| 51  | Skye O´Malleys dotter     | 1987 | Beatrice Small         |  |
| 52  | Kärlekens spel            |      | Patricia Matthews      |  |
| 53  | Hustru sökes              |      | LaVyrle Spencer        |  |
| 54  | Ambrosia                  |      | Rosanne Kohake         |  |
| 55  | Passionens pris           |      | Sandra Brown           |  |
| 56  | Drottningens älskare      |      | Beatrice Small         |  |
| 57  | Morgondagens ära          | 1987 | Shannon Drake          |  |
| 59  | Lär dig att älska         | 1987 | Bertrice Small         |  |
| 60  | Evig kärlek               | 1987 | Rebecca Brandewyne     |  |
| 61  | Skänk mig ditt hjärta     |      | Jean Nash              |  |
| 62  | Teater-prinsessan         |      | Jill Downie            |  |
| 63  | Kvinna till salu          |      | Francine Rivers        |  |
| 64  | Mot fjärran stränder      | 1987 | Jill Gregory           |  |
| 65  | En kvinnas dröm           | 1987 | Natasha Peters         |  |
| 66  | Heta nätter               | 1987 | Natasha Peters         |  |
| 67  | Fredlösa hjärtan          | 1987 | Diane Carey            |  |
| 68  | Korsfararens kvinna       | 1987 | Catherine Coulter      |  |
| 69  | Ödets väg                 | 1988 | Judith McNaught        |  |
| 70  | När lyckan vänder         |      | LaVyrle Spencer        |  |
| 71  | Två mäns hustru           | 1988 | LaVyrle Spencer        |  |
| 72  | Följ hjärtats röst        | 1988 | Kristin James          |  |
| 73  | Starkast är kärleken      | 1988 | Elisabeth Kary         |  |
| 74  | I paradisets skugga       | 1988 | Mary S Craig           |  |
| 75  | Magisk makt               | 1988 | Jill Downie            |  |
| 76  | Kärleken övervinner allt  |      | Karen Robards          |  |
| 77  | I polarnattens famn       |      | Brooks Janice Young    |  |
| 78  | I drömmarnas dal          |      | Francine Rivers        |  |
| 79  | Kvinnorna från Seventrees |      | Janice Young Brooks    |  |
| 80  | Lady Anne                 |      | Elizabeth Evelyn Allen |  |
| 81  | Djävulens älskarinna      |      | Heather Graham         |  |
| 82  | Glödande passion          |      | Elizabeth Evelyn Allen |  |
| 83  | Farligt arv               |      |                        |  |
| 84  | Höga ambitioner           | 1988 | Henriett Katz          |  |
| 85  | Älskade Julia             |      | Karen Robards          |  |
| 86  | Paradisön                 |      | Katherine Sutcliffe    |  |
| 87  | Korpen och rosen          | 1989 | Virginia Hentley       |  |
| 88  | Hoppets land              |      | Shannon Salvato        |  |
| 89  | En kvinnas hämnd          |      | Lindsey Hanks          |  |
| 90  | Lady Alexandra            |      | Judith McNaught        |  |
| 91  | Mellan far och son        |      | Elizabeth Evelyn Allen |  |
| 92  | Kärleksnästet             |      | Janice Young Brooks    |  |
| 93  | Dakotas blomma            |      | LaVyrle Spencer        |  |
| 94  | Tropiska begär            |      | Catherine Coulter      |  |
| 95  | Passionens pris           |      | Sandra Brown           |  |
| 96  | Brinnande begär           |      | Shirl Schenke          |  |
| 97  | Lockande värld            |      | Jessica March          |  |
| 98  | Imorgon är du min         |      | Nora Roberts           |  |
| 99  | Flykten till lyckan       |      | Elaine Barbieri        |  |
| 100 | Gyllene band              | 1990 | Jayne Ann Krentz       |  |